# Liptovské Revúce
Liptovské Revúce é um município da Eslováquia, situado no distrito de Ružomberok, na região de Žilina. Tem 76,91 km² de área e sua população em 2018 foi estimada em 1.513 habitantes.

## Demografia
| Ano:        | 1994 | 2004   | 2014   | 2024   |
| ----------- | ---- | ------ | ------ | ------ |
| Broj ljudi: | 1790 | 1686   | 1571   | 1442   |
| Razlika:    |      | -5,81% | -6,82% | -8,21% |

| Ano:               | 2023 | 2024   |
| ------------------ | ---- | ------ |
| Número de pessoas: | 1463 | 1442   |
| Diferença:         |      | -1,43% |